# الحمام (أسوان)
قرية الحمام هي إحدى القرى التابعة لمركز إدفو في محافظة أسوان في جمهورية مصر العربية.